# Thomas Hager
Thomas Hager is een Duitse computerkunstenaar, schilder en fotograaf.
Hager studeerde aan de Akademie der Bildenden Künste München en was een leerling van de Fluxus-kunstenaar Robin Page. Toen Page overleed organiseerde Hager samen met enkele andere studenten de tentoonstelling "A Tribute to BLUEBEARD".
Als fotograaf hield Hager zich bezig met thema's rond landbouw; zo had hij een tentoonstelling onder de titel "Ik zie wat jij niet ziet" welke deel uit maakte van het project "Familielandbouw - Brazilië en Duitsland" van de Federale universiteit van Fronteira Sud.